# Ovanches
Ovanches ist eine Gemeinde im französischen Département Haute-Saône in der Region Bourgogne-Franche-Comté.

## Geographie
Ovanches liegt auf einer Höhe von 209 m über dem Meeresspiegel, vier Kilometer südsüdwestlich von Scey-sur-Saône-et-Saint-Albin und etwa 15 Kilometer westlich von Vesoul (Luftlinie). Das Dorf erstreckt sich im zentralen Teil des Departements, in der Talniederung der Saône, die hier einen weiten Bogen nach Süden zeichnet, gegenüber von Chantes. 
Die Fläche des 6,70 km² großen Gemeindegebiets umfasst einen Abschnitt des mittleren Saône-Tals. Das Gebiet wird im Osten, Süden und Westen von der Saône eingefasst, die hier eine große Schleife bildet. Sie fließt durch eine breite Alluvialniederung. Die Talaue liegt durchschnittlich auf 203 m und weist eine Breite von ungefähr zwei Kilometern auf. Der Fluss ist zur Wasserstraße ausgebaut, wobei der Bogen von Ovanches durch einen unter Napoleon III. erbauten Seitenkanal (Canal de Saint-Albin) abgeschnitten wird, der auch einen 681 m langen Tunnel aufweist. Die Flussufer sind deshalb im Bereich von Ovanches in naturnahem Zustand erhalten, und die Saône bildet an mehreren Orten kleine Inseln.
Vom Plateau nördlich des Saônetals ragt ein Sporn in den Flussbogen hinaus. Er besteht aus einer Wechsellagerung von kalkigen und sandig-mergeligen Sedimenten der oberen Jurazeit. Mit 247 m wird auf dieser Höhe am nördlichen Gemeinderand die höchste Erhebung von Ovanches erreicht. Die fruchtbaren Böden der Talebene und des Plateaus werden überwiegend landwirtschaftlich genutzt. 
Nachbargemeinden von Ovanches sind Rupt-sur-Saône und Scey-sur-Saône-et-Saint-Albin im Norden, Chassey-lès-Scey und Bucey-lès-Traves im Osten, Traves im Süden sowie Chantes im Westen.

## Geschichte
Überreste eines Siedlungsplatzes weisen darauf hin, dass das Gemeindegebiet von Ovanches bereits in gallorömischer Zeit besiedelt war. Erstmals urkundlich erwähnt wird Ovanches im Jahr 1214. Im Mittelalter gehörte das Dorf zur Freigrafschaft Burgund und darin zum Gebiet des Bailliage d’Amont. Die lokale Herrschaft hatten die Herren von Rupt inne. Zusammen mit der Franche-Comté gelangte Ovanches mit dem Frieden von Nimwegen 1678 definitiv an Frankreich. Heute ist Ovanches Mitglied des 22 Ortschaften umfassenden Gemeindeverbandes Communauté de communes des Combes.

## Sehenswürdigkeiten
Die Dorfkirche von Ovanches wurde Ende des 18. Jahrhunderts erbaut. Sie besitzt einen Hauptaltar, der von den Minimiten von Rupt hierher transferiert wurde, ein Gemälde der Notre-Dame de Consolation (um 1500) und Goldschmiedearbeiten aus dem 18. Jahrhundert. Der Ortskern ist geprägt durch zahlreiche Bauernhäuser im traditionellen Stil der Haute-Saône. Aus dem 19. Jahrhundert stammt das Lavoir, das einst als Waschhaus und Viehtränke diente. Etwas außerhalb des Ortes steht die Friedhofskapelle mit Statuen aus dem 18. Jahrhundert.

## Bevölkerung
| Jahr                       | 1962 | 1968 | 1975 | 1982 | 1990 | 1999 |
| Einwohner                  | 172  | 150  | 126  | 126  | 114  | 106  |
| Quellen: Cassini und INSEE |      |      |      |      |      |      |

Mit 153 Einwohnern (1. Januar 2022) gehört Ovanches zu den kleinsten Gemeinden des Département Haute-Saône. Nachdem die Einwohnerzahl während des 20. Jahrhunderts deutlich abgenommen hatte (1881 wurden noch 315 Personen gezählt), wurden seit Beginn der 1990er Jahre nur noch geringe Schwankungen verzeichnet.

## Wirtschaft und Infrastruktur
Ovanches war bis weit ins 20. Jahrhundert hinein ein vorwiegend durch die Landwirtschaft (Ackerbau, Obstbau und Viehzucht) und die Fischerei geprägtes Dorf. Außerhalb des primären Sektors gibt es nur sehr wenige Arbeitsplätze im Ort. In den letzten Jahrzehnten hat sich das Dorf zu einer Wohngemeinde gewandelt. Viele Erwerbstätige sind deshalb Wegpendler, die in den größeren Ortschaften der Umgebung ihrer Arbeit nachgehen.
Die Ortschaft liegt abseits der größeren Durchgangsachsen an einer Departementsstraße, die von Traves nach Rupt-sur-Saône führt. Eine weitere Straßenverbindung besteht mit Scey-sur-Saône.